# Schloss Waldenburg (Schlesien)

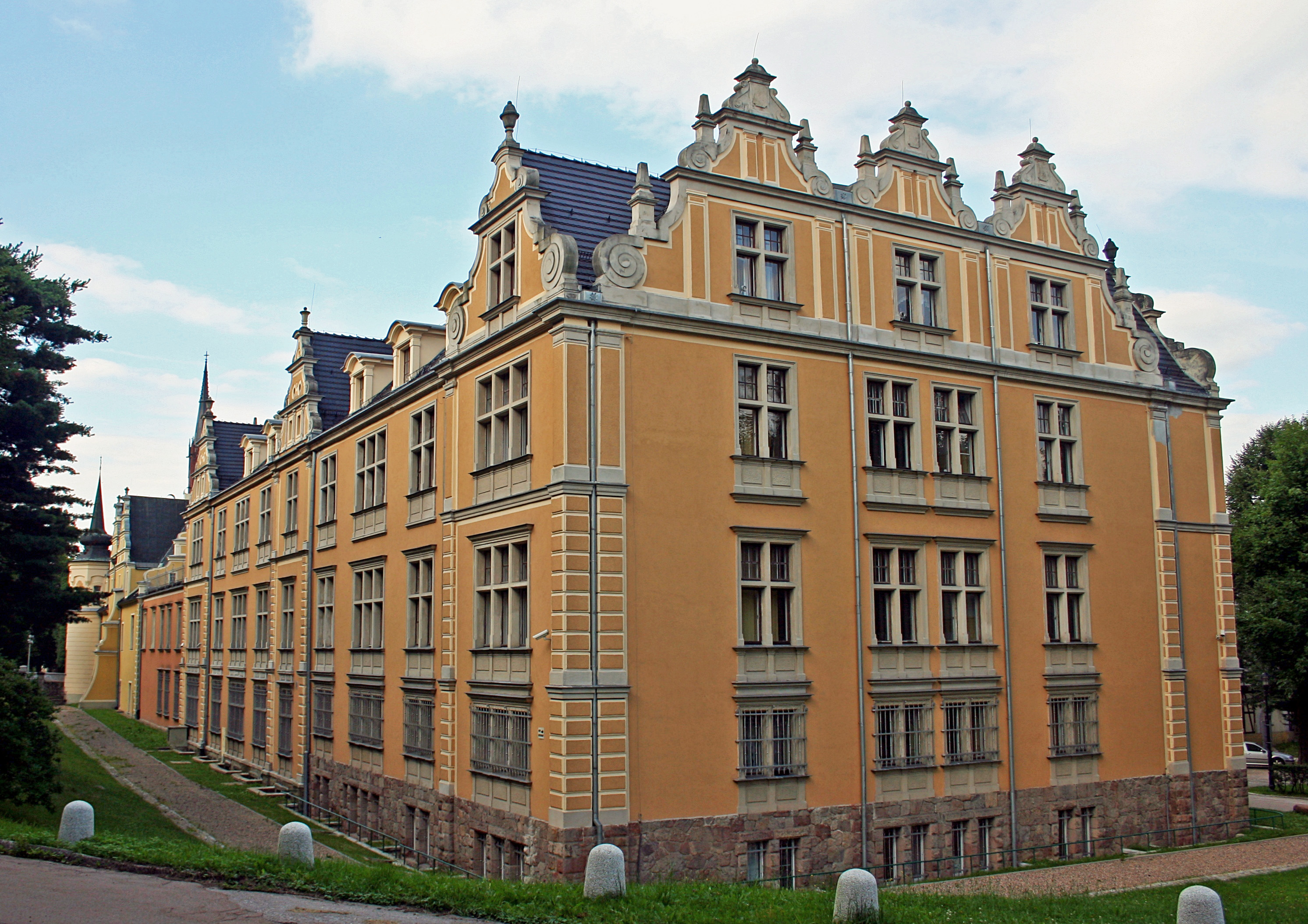
Schloss Waldenburg – Palais Czettritz

Das Schloss Waldenburg (auch Palais Waldenburg, Palais Czettritz) (poln. Zamek Czettritzów w Wałbrzychu) steht im Zentrum der Stadt Wałbrzych (Waldenburg) in Niederschlesien.

## Geschichte

Schloss Waldenburg um 1900

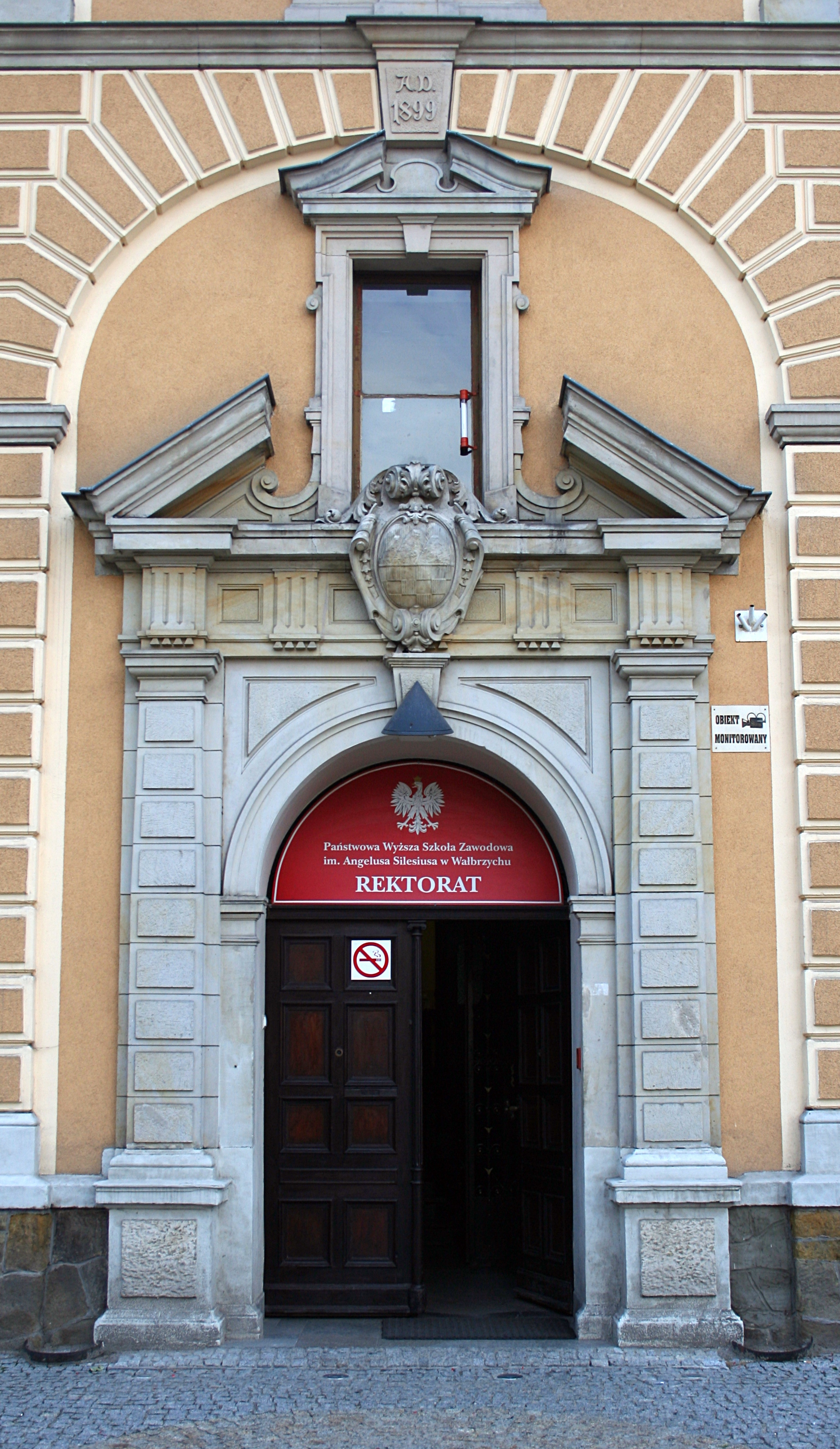
Portal mit Czettritz-Wappen

Es wurde 1606–1628 für Diprand von Czettritz auf Neuhaus im Renaissancestil in Oberwaldenburg an der damaligen Stadtgrenze zu Waldenburg errichtet. Der Bau erfolgte nach einem Brand der  Burg Neuhaus, deren Ruinen noch heute im Ortsteil Dittersbach (Dzietrzychów) stehen.
Seit 1738 war das Schloss im Besitz der Grafen von Hochberg auf  Fürstenstein (den späteren Fürsten von Pleß). 
Im Jahre 1857 wurde das alte Schloss umgebaut und war seitdem Verwaltungssitz für die Güter der Familie von Hochberg. In den Jahren 1882–1883 wurde ein Umbau und eine Erweiterung im Stil der Neurenaissance vorgenommen.
Das Schloss wurde ursprünglich in der Gemarkung Oberwaldenburg errichtet, befindet sich heute aber in der Innenstadt von Waldenburg (Wałbrzych–Śródmieście, Zamkowa 4) unweit des Rings.
Das Schloss hat zwei Stockwerke und ein drittes Mansarden-Geschoss.
Zahlreiche Räume des Schlosses sind mit Gewölbedecken ausgestattet. Die schönsten Renaissance-Stuckornamente befinden sich im Vorsaal.
Das Renaissance-Portal am Haupteingang an der Ostseite des Schlosses ist mit einer Wappenkartusche der Familien von Czettritz und von Zedlitz versehen.
Zur Schlossanlage gehören der Czettritz–Park (angelegt 1886) mit einer Fläche von etwa fünf Hektar, ein Wohnhaus des Schlossverwalters aus dem Ende des 18. Jahrhunderts, wirtschaftliche Nebengebäude (Stallungen und Remise) aus dem 19. Jahrhundert sowie zwei Villen der Familie von Hochberg von 1905 und von 1923.
In der älteren Villa verstarb 1943 die Herzogin Mary Theresa von Pleß, Herrin von Fürstenstein und Fürstin von Pleß, genannt Prinzessin Daisy (eine Tante von Winston Churchill), die letzte Besitzerin von Schloss Waldenburg. Im Jahre 2007 wurde im Schlosshof ein Denkmal für die Herzogin errichtet.
Seit 2004 ist im Schloss die Staatliche Fachhochschule „Angelus Silesius“ (PWSZ im. Angelusa Silesiusa w Wałbrzychu) untergebracht.

## Weitere Schlossbauten in Waldenburg
- Das Palais Alberti (poln. Pałac Albertich w Wałbrzychu) in der Innenstadt von Waldenburg wurde von 1800 bis 1803 nach Plänen des Architekten Carl Gotthard Langhans vom Waldenburger Baumeister Leopold Niederäcker errichtet. Im Jahre 1834 erwarb es die Textilfabrikanten-Familie Alberti. Jetzt beherbergt es das Regionalmuseum (Porzellanmuseum). 
(Lage)
- Das Palais Tielsch (auch Schloss Altwasser) (poln. Pałac Tielscha w Wałbrzychu) befindet sich im Ortsteil Altwasser (Stary Zdrój). Es wurde in den Jahren 1860–1863 von Carl Robert Tielsch, dem Gründer der Porzellan-Manufaktur C. Tielsch & Co., als Fabrikantenvilla neben der Firma, errichtet. 
(Lage)
- Das Schloss Reußendorf (poln. Pałac w Rusinowej) im Ortsteil Rusinowa, erbaut 1720–1730, diente seit 1888 dem Porzellanfabrikanten Egmont Tielsch, dem Erben und Besitzer der Porzellan-Manufaktur Tielsch, als Familiensitz. 
(Lage)
- Die Ruine der  Burg Neuhaus befindet sich südlich des Ortszentrums auf dem bewaldeten Schlossberg (Zamkowa Góra) im Ortsteil Dittersbach (Dzietrzychów) auch als Podgórze II bezeichnet. Im Ortsteil Podgórze I existiert kein Schloss. 
(Lage)
- Schloss Fürstenstein (poln. Zamek Książ) im Ortsteil Wałbrzych–Książ 
(Lage)